# 二戸市立福岡中学校
二戸市立福岡中学校（にのへしりつ ふくおかちゅうがっこう）は、岩手県二戸市福岡にある公立中学校。

## 概要
二戸郡内にある福岡小学校・米沢小学校・堀野小学校の計3校（米沢小・堀野小は福岡小に一旦統合された後かつての両校の学区を中央小学校として独立）の学区全域を学区とする新制中学として1947年に設立された。その後、白鳥分校・石切所中学校・下斗米中学校を統合して現在に至る。
2013年より、岩手県立盛岡みたけ支援学校二戸分教室の中学部が併設されている。

## 学校教育目標
1. 意欲に燃え、自ら学ぶ生徒（自学力）
2. 規則を守り、責任の果たす生徒（責任感）
3. 剛健で、実践力のある生徒（実践力）

## 生徒努力の目標
1. 広く見つめ、深く考える
2. きまりを守り、励ましあう
3. 心をみがき、体をきたえる

## 行事
- 4月 - 新任式、始業式、入学式、対面式、修学旅行（東京へ2泊3日）
- 5月 - 生徒総会、体育祭
- 6月 - 芸術鑑賞
- 7月 - 終業式
- 8月 - 始業式
- 10月 - 宿泊研修、三葉祭、
- 11月 - 二戸地区中学校文化祭、生徒総会、
- 12月 - 終業式
- 1月 - 始業式
- 2月 - 二戸地区スキー大会、きまり記念集会
- 3月 - 同窓会入会式、皆勤賞授与式、修了式、卒業式、離任式

## 沿革
- 1947年（昭和22年）3月26日 - 福岡町立福岡中学校設立を岩手県から認可される。
- 同年4月26日 - 福岡町立福岡高等女学校を校舎として開校する。
- 1957年（昭和32年）4月1日 - 福岡町立白鳥中学校が福岡中学校白鳥分校となる。
- 1958年（昭和33年）5月10日 - 福岡中学校の校歌を制定する。
- 1959年（昭和34年）4月1日 - 白鳥分校が本校に統合される。
- 1963年（昭和38年）4月1日 - 福岡町立石切所中学校を統合する。
- 1965年（昭和40年）4月1日 - 福岡町立下斗米中学校を統合する。
- 1967年（昭和42年）5月20日 - 創立20周年記念事業として田中舘愛橘博士の胸像除幕式を挙行。
- 同年6月1日 - 創立20周年記念式典を開催する。
- 1972年（昭和47年）4月1日 - 福岡町が二戸市になるのに従い、福岡町立福岡中学校から二戸市立福岡中学校へ変わる。
- 1977年（昭和52年）2月24日 - 同窓会を設立する。
- 同年10月30日 - 創立30周年記念式典を開催する。
- 1984年（昭和59年）8月3日 - 剣道部が全国大会出場する。
- 1988年（昭和63年）3月26日 - ソフトボール部が全国大会出場する。
- 1997年（平成9年）11月8日 - 創立50周年記念式典を開催する。
- 2006年（平成18年）8月25日 - 野球部が全国中学校軟式野球大会にて優勝する[1]。
- 2010年（平成22年）4月1日 - 二戸市立上斗米中学校を統合する。

## 委員会
生徒会本部、応援団、JRC委員会
生活委員会、学習委員会、図書委員会、保健委員会、給食委員会、報道委員会、選挙管理委員会

## 生徒会
各行事
- 体育祭
- 三葉祭
- 合唱コンクール

## 部活動
運動部
剣道部、柔道部、水泳部、サッカー部、軟式野球部、バスケットボール部、ソフトテニス部、バレーボール部、卓球部、ソフトボール部、 　　
文化部
吹奏楽部、家庭部、美術部、科学部

## 同窓会
- 創立：昭和52年2月24日
- 事業：総会、入会式、三葉賞授与式

## 著名な卒業生
- 下沖勇樹（元プロ野球選手）
- 苫米地美智子（ソチオリンピックカーリング女子日本代表選手）